# ワシントン郡 (オレゴン州)
ワシントン郡（英: Washington County）は、アメリカ合衆国オレゴン州の郡。ポートランド都市圏に含まれる。人口は60万0372人（2020年）。郡庁所在地は、郡内最大の都市ヒルズボロである。元々はトゥワリティ (Twality) と呼ばれていたが、1849年9月3日にオレゴン準州議会の法令により改称され、アメリカ合衆国初代大統領の名が付いた。

## 歴史
1843年7月5日、トゥワリティ郡（後のワシントン郡）として設置され、クラカマス郡、シャンプイック郡（後のマリオン郡）及びヤムヒル郡と共にオレゴン準州の最初の4郡を形成した。1850年、コロンビア（後のヒルズボロ）が郡庁所在地に選ばれた。1854年、北方にコロンビア郡、東方にマルトノマ郡が設置されて、ワシントン郡は現在の郡境を確立した。
ビーバートンへ続くキャニオン・ロードの完成は、ポートランドがオレゴン州の主要港としての地位を固める助けとなり、競争相手だったオレゴンシティやミルウォーキーを打倒した。
2004年11月、ワシントン郡とビーバートン市は、非法人居住地域や重要な地域を併合させる計画に同意した。これが実現すれば、セダーヒルズ、ガーデンホーム、ローリーヒルズ、ウェストスロープは2010年までに法人化され、アロア、ベサニー、シーダーミルなどの区域も順を追って法人化されることになる。

## 行政
郡は5人の理事から成る選任委員会によって管理されている。郡は4つの地域に分けられ、それぞれの地域を各理事が担当する。1人の理事は特に担当地域を持たず、委員会の理事長を務めることになる。

## 経済
ワシントン郡は、最初の幌馬車隊が到着するまで農業を賑わしていた沃野の中心に位置する。1997年、果樹園は郡の土地の8,403エーカー（34 km²）を占め、1,163エーカー（4.7 km²）がワイン醸造用のブドウ園にあてられている。
最近20年間で発展した電子産業は、同郡の経済で重要な位置を占めている。オレゴン州最大の民間企業であるインテルはカリフォルニア州外で最大数の従業員を抱えている。一方、農業も依然として郡の重要な産業であり、製材業、製造業、食品加工業などが盛んである。
ワシントン郡は、フォーチュン500のリストに掲載される大企業で唯一オレゴン州に拠点を置いているナイキの本社の所在地でもある。シークエント・コンピュータは、IBMに買収されるまで、本社をナイキの隣に構えていた。その施設は現在、リナックス・テクノロジー・センターを始めとしてIBMの多くのソフトウェア・グループの活動の拠点になっている。
また、ワシントン郡はテレビ番組のリトル・ピープル、ビッグ・ワールドで取り上げられたことで知られるロロフ・ファームズ（Roloff Farms）の本拠地でもある。

## 地理
ワシントン郡は、ポートランドの約20マイル西方に位置し、総面積は1,881 km²（726 mi²）である。総面積の内、1,874 km²（724 mi²）が陸地で、7 km²（3 mi²、総面積の0.36%）が水地である。最高点は、北オレゴンコースト地域を基準として、サウス・サドル山の海抜3464フィート（1056 m）である。

### 隣接郡

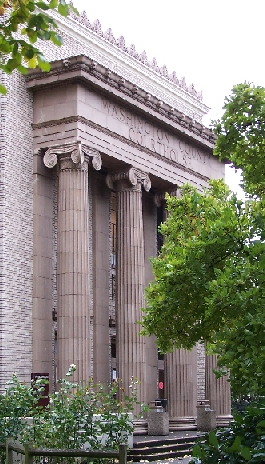
ヒルズボロにあるワシントン郡庁舎

ワシントン郡はポートランド大都市圏を構成する3郡のうちの1つである。他の2郡は次の通りである。
- マルトノマ郡 - （東）
- クラカマス郡 - （南東）

ポートランド・メトロ都市成長境界線はワシントン郡と交差する。
その他の隣接する地方郡は次の通りである。
- ティラムーク郡 - （西）
- コロンビア郡 - （北）
- ヤムヒル郡 - （南）
- クラトソップ郡 - （北西）

### 主要道路
- 州間高速道路5号線
- 州間高速道路205号線
- 国道26号線
- オレゴン州道8号線
- オレゴン州道6号線
- オレゴン州道47号線
- オレゴン州道99号西線
- オレゴン州道217号線

## 人口統計
2000年国勢調査によると、この郡は人口445,342人、及び世帯数169,162、家族数114,015である。人口密度は238/km²（615/mi²）である。平均密度 95人/km² (247人/mi²)の住宅数は178,913である。人種構成は82.19%が白人、1.15%が黒人又はアフリカ系アメリカ人、0.65%がアメリカ先住民、6.68%がアジア人、0.30%が太平洋諸島系、5.86%がその他の人種、3.17%が複数人種である。人口の11.17%はヒスパニック又はラテン・アメリカ人である。
全169,162世帯の内、35.60%は18歳未満の子供を持っている。54.50%は同居する夫婦である。9.00%は夫の居ない女性の世帯主である。32.60%は非家族である。24.70%は個人で構成されている。6.70%は65歳以上の一人暮らしである。世帯の平均サイズは2.61人。家庭の平均サイズは3.41人である。
郡の人口の26.90%が18歳未満、9.30%が18歳以上24歳未満、34.10%が25歳以上44歳未満、20.90%が45歳以上64歳未満、8.80%が65歳以上である。年齢の中央値は33歳である。女性100人に対して男性は99.10人である。18歳以上の女性100人に対して男性は97.00人である。
郡の一世帯の平均収入は52,122米ドルで、一家庭の平均収入は61,499米ドルである。男性の平均収入は43,304米ドルで、女性の平均収入は31,074米ドルである。同郡の一人当たりの収入は24,969米ドルである。家族の約4.90%と、人口の7.40%は最低生活線を下回っており、その内の8.30%が18歳未満で、5.30%が65歳以上である。

## 都市と町
| - ヒルズボロ（郡庁所在地） - ビーバートン - タイガード - テュアラティン - フォレストグローヴ - コーネリアス - キングシティ | - ノースプレーンズ - バンクス - ダーラム - ガストン - シャーウッド - レイクオスウィーゴ (一部のみ。大部分はクラカマス郡に属する。) - ポートランド (一部のみ。大部分はマルトノマ郡に属する。) |

### 非法人地域・国勢調査指定地域
| - アロア - ベサニー - ブルーミング - ボニースロープ - ブルマウンテン - バクストン - カーネーション - シーダーヒルズ - シーダーミル - チェリーグローヴ - クーパーマウンテン - ディリー - ゲールズクリーク - ガーデンホーム・ウィットフォード | - グレンウッド - ヘルベティア - キントン - ローレル - ローレルウッド - マニング - マーリンヴィレッジ - メッツガー - マウンテンデール - オークヒルズ - オレンコ - プログレス | - ローリーヒルズ - リードヴィル - ロッククリーク - ショールズ - シックスコーナーズ - ティンバー - ヴァーボート - ウェストヘーヴン・シルヴァン - ウェストスロープ - ウェストユニオン - ウィッチヘーゼル |